# Herbert Achternbusch
Herbert Achternbusch, nome d'arte di Herbert Schild (Monaco di Baviera, 23 novembre 1938 – Monaco di Baviera, 10 gennaio 2022), è stato un regista e sceneggiatore tedesco.

## Biografia
Pittore, poeta, attore di teatro, sceneggiatore, regista e produttore dei suoi film, spesso autobiografici, ideò  e raccontò storie di «ordinaria follia quotidiana» con riferimenti a tematiche astratte e antinaturalistiche. I suoi film (fra cui Hades, 1994) non ebbero mai distribuzione commerciale in Italia. Fu anche l'autore della sceneggiatura di Cuore di vetro (1976) di Werner Herzog.
Ebbe sei figli, nati da tre donne diverse.

## Filmografia parziale
- Cuore di vetro (Herz aus Glas), regia di Werner Herzog (1976)